# Suttogva és kiabálva
A Suttogva és kiabálva Kovács Kati első nagylemeze. 1970 szeptember-októberében jelent meg hanglemez formátumban, aranylemez lett.
A lemez címét nem egy rajta található daltól kölcsönözte, hanem az énekesnő hangjának, stílusának kétarcúságára utal, ugyanis a széles közönség az 1966-os fesztiválon a kiabálva éneklés képviselőjeként ismerhette meg őt, de később számos lírai dalban bizonyította, hogy finom, szinte suttogó hangon is hitelesen énekel. Ezen az első albumon is szerepelnek „kiabálós” és „suttogós” dalok egyaránt, dzsessz és tánczene stílusban.
A lemez legnagyobb sikerei: Most kéne abbahagyni, A régi ház körül, Volt egy régi nyár, Legjobb volna elfeledni téged.
Deák Tamás két dalának részlete (Legtöbb nap és Kormos a tető) a Mézga Aladár különös kalandjai c. rajzfilmsorozat Musicanta c. részében is felhangzik.
A régi ház körül c. dal egyik sora („Az állomás megváltozott, mint az élet”) az énekesnő Rocklexikon c. tv-műsorban tett nyilatkozata szerint saját szerzeménye. Ez volt valószínűleg az első olyan dal, amibe ő maga írt saját szöveget, ha csak egy sor erejéig is.
2011 novemberében megjelent a Hungaroton Music Store oldalán letölthető változatban, kiegészülve egy eddig kiadatlan dallal, melynek címe: Hol van az a rét...
Az album – első megjelenése után 48 évvel – 2018 márciusában jelent meg CD-n újrakiadásban. A CD-re is felkerült a „Hol van az a rét...” című, korábban kiadatlan dal.

## Dalok
- A

1. Volt egy régi nyár (Koncz Tibor–S.Nagy István)
2. Egy bolondos álom (Koncz Tibor–S.Nagy István)
3. Kormos a tető (Deák Tamás–Fülöp Kálmán)
4. Ugyanúgy, mint más (Koncz Tibor–Hajnal István)
5. Legtöbb nap (Deák Tamás–Hajnal István)
6. Milyen ijedős lány (Tomsits Rudolf–Hajnal István)
7. Most kéne abbahagyni (Wolf Péter–ifj.Kalmár Tibor)

- B

1. Legjobb volna elfeledni téged (Schöck Ottó–S.Nagy István)
2. Rézmozsár (Schöck Ottó–Sztevanovity Dusán)
3. Altató (Flamm Ferenc)
4. Neked és nekem (Latzin Norbert–S.Nagy István)
5. Vésd bele a fába (Koncz Tibor–Sztevanovity Dusán)
6. Bánt a fény (Koncz Tibor–Hajnal István)
7. A régi ház körül (Aldobolyi Nagy György–Szenes Iván)

### Online (2011), ill. CD-kiadás (2018) bónusz dala[5]
- Hol van az a rét... (Darvas Ferenc–Tardos Péter)

## Közreműködők
- Express, Stúdió 11, Bergendy-együttes, MHV vonós tánczenekara, Metro együttes, Atlasz együttes, Harmónia vokál

## Televízió

### Tévéshow
A lemez dalaiból készült 40 perces tévéshow-t 1971. július 10-én 21:05-től vetítette a Magyar Televízió.
Rendező: Szitányi András. A műsorban a lemez néhány dalán kívül a következő dalok is elhangoznak:
- Árnyék
- Egyedül az éj

### Budapesti randevú
Budapesti randevú (Stevnemøte i Budapest) címmel 1973-ban készített 35 perces filmet a norvég televízió a ’70-es évek Budapestjéről. A filmben Kovács Kati kalauzolja el egy napon keresztül a nézőt. A műsor bemutatója 1973. december 9-én volt. Többek között a Suttogva és kiabálva c. album három dala is elhangzik benne: Legtöbb nap, A régi ház körül, Vésd bele a fába. A filmben közreműködik még a Bergendy-együttes is, a Hétfő (Hét fő) c. albumuk Hadd főzzek ma magamnak és Egy tisztességes család c. dalával.

## Kislemez
- A oldal: A régi ház körül (Aldobolyi Nagy György–Szenes Iván)
- B oldal: Most kéne abbahagyni (Wolf Péter–ifj.Kalmár Tibor)[9]